# Vincent Kipchirchir
Vincent Kipchirchir (* 1984) ist ein kenianischer Marathonläufer.
2007 gewann er den Regensburg-Marathon und wurde er Zehnter beim Reims-Marathon.
Im Jahr darauf stellte er beim Bonn-Marathon mit 2:13:04 h den aktuellen Streckenrekord auf und wurde Neunter beim Köln-Marathon.
2009 wurde er Zwölfter beim Tiberias-Marathon und Sechster beim Alexander-der-Große-Marathon, 2011 wurde er Dritter beim Krakau-Marathon und siegte beim Breslau-Marathon.